# Усола-Вонжеполь
Усо́ла-Вонжепо́ль (рос. Усола Вонжеполь, марій. Усола Вончӱмбал) — присілок у складі Моркинського району Марій Ел, Росія. Входить до складу Октябрського сільського поселення.

## Населення
Населення — 40 осіб (2010; 55 у 2002).
Національний склад (станом на 2002 рік):
- лучні марійці — 100 %